# Мануил Кантакузин (деспот на Морея)
Мануил Кантакузин (на старогръцки: Μανουήλ Καντακουζηνός, Manuel Kantakuzenos, с пълно име: Manuel Palaiologos (Asanes) Kantakuzenos, * ок. 1326, † 10 април 1380 в Мистра) е византийски деспот на Морея от 25 октомври 1349  до 1380 г.
Мануил Кантакузин е вторият син на император Йоан Кантакузин и Ирина Асенина, внучка на българския цар Иван Асен III. . Чрез тази линия той е свързан с българската царска династия Асеневци. По-големият му брат е Матей Кантакузин.
От 1343 до 1347 г. Мануил Кантакузин е губернатор на Берхоя и през 1348/1349 г. е начело на епархията на Константинопол. През май 1347 г. баща му го назначава за деспот на Морея. Той е първият от поредица деспоти с доживотна служба. През 1349 г. Мануил Кантакузин отива в своята провинция, която оттогава е автономно деспотство.
Когато баща му Йоан Кантакузин през декември 1354 г. е принуден от зет си Йоан V Палеолог да се откаже от трона, Мануил успява да се задържи на власт.  През 1355 г. той е признат от новото управление на империята като деспот на Морея.
Мануил има мирни връзки с неговите латински съседи в Ахейското княжество. Съюзява се с тях против грабежните походи на османския султан Мурад I, който през 1360-те години нахлува често в Морея.
Мануил помага на заселването на албанци в обезлюдената провинция, които са търсени като земеделци и наемни войници. Столицата Мистра става по това време религиозен център на византийската култура, построяват се множество църкви и се основават манастири. Мануил разширява деспотския палат в Мистра.
Мануил Кантакузин умира на 10 април 1380 г. и е погребан в Мистра в църквата Агия София, северно от деспотския палат.

## Брак
Мануил Кантакузин е женен от 1342 до 1347 г. за Мария Анна Оливер, дъщеря на сръбския деспот Йован Оливер.
След 26 февруари 1349 г. той се жени за Зампея дьо Лузинян, наричана и Изабел или Мария (ок. 1333–1382/1387), дъщеря на арменския крал на Киликия, Гвидо дьо Лузинян (Константин IV). Той няма мъжки потомци и затова след смъртта му през 1380 г. е наследен от неговия по-голям брат, бившия съимператор на баща му, Матей Кантакузин като деспот на Морея.